# John Van Zandt

La única imagen posible que se conoce de John Van Zandt es un dibujo de John Van Trompe, un personaje de la novela La cabaña del tío Tom.

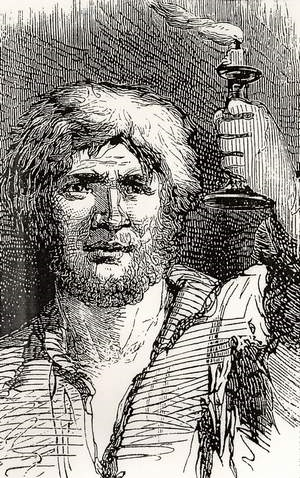

John Van Zandt (fallecido 1847) era un abolicionista que apoyó la red clandestina de escape para los esclavos en Ohio después de haber sido un dueño de esclavos en Kentucky.  Van Zandt era el demandado en un pleito interpuso por Wharton Jones, el dueño de esclavos fugitivos ayudados por Van Zandt.  Este proceso resultó finalmente en el recurso Jones v. Van Zandt (1847) ante el Tribunal Supremo Estadounidense, el primer caso usado por los abolicionistas para probar la constitucionalidad de la esclavitud. Van Zandt no sólo perdió la apelación sino también la Corte Suprema ratificó el derecho del Congreso y la obligación del gobierno de proteger la institución de la esclavitud como establecida por la Constitución.  El fallo llevó a Van Zandt a la bancarrota y falleció más tarde ese año.  

## Contexto
Mientras vivía en Evandale, Ohio, Van Zandt frecuentemente albergaba a esclavos fugitivos en el sótano de su casa, y los ayudaba a escapar hacia el norte.  En 1842, se aprehendió Van Zandt con unos esclavos fugitivos en su carreta.  Fue excomulgado de la Iglesia Episcopal Metodista en el cercano pueblo de Sharon (que ya se había unido a la facción sureña entre las congregaciones nacionales), aunque Van Zandt era un fideicomisario de la iglesia en Sharon, y había ayudado a fundarla.  La administración de la iglesia consideró sus actividades contra la esclavitud una “conducta inmoral y no cristiana.”  A pesar de esto, Van Zandt continuó albergando a esclavos fugitivos y se aprehendió nuevamente.
Wharton Jones reclamó daños y perjuicios contra Van Zandt por la apropriación ilícita de los esclavos de Jones.  En los países que se adhieren al sistema de Common Law, este agravio se conoce como conversion (conversión).  Los abolicionistas quierían levantar un simple caso de conversión al nivel de la Corte Suprema para impugnar por fin la constitucionalidad de la esclavitud. Los abogados para la defensa consistían en Salmon P. Chase (futuro Presidente del Tribunal Supremo) y William H. Seward (futuro Secretario de Estado).  A pesar de contar con un equipo tan formidable, Van Zandt perdió su caso por completo.  En una decisión escrita por el predecesor inmediato de Chase en la presidencia de la Tribunal Supremo, Roger B. Taney, la corte determinó que la esclavitud tenía amparo constitucional y que el gobierno federal tenía el derecho y la obligación de protegerla. Por consiguiente, la Ley de Esclavos Fugitivos de 1793 era constitucional también.  Los estados podrían determinar si la esclavitud era legal en su territorio. Muchos años de litigación cara arruinó a Van Zandt y sus once niños se colocaron con parientes en varias partes del país.

## Secuela
En lugar de resolver el problema de la esclavitud, el presidente del Tribunal Supremo Taney, en cambio, aumentó las tensiones seccionales en la nación. En 1850, los sureños promulgaron una nueva ley de esclavos fugitivos que requería que los estados apoyaran la aplicación de la ley y aumentaban las penas para los que ayudaran a los esclavos fugitivos. 

## Reconciliación
El 19 de junio de 2005, la Iglesia Metodista Unida de Sharonville (la facción sureña a favor de la esclavitud se reincorporó a la corriente principal de la Iglesia Metodista en el siglo XX) atrajo la atención de la prensa nacional cuando restauró póstumamente la membresía de Van Zandt. Aproximadamente una decena de sus descendientes viajaron al pueblo para aceptar una carta formal de disculpa de la iglesia por la expulsión de su antepasado por sus actividades contra la esclavitud.

## En la cultura popular
Se cree que Van Zandt es la base del personaje de Van Trompe en La cabaña del tío Tom (1852), un best seller de Harriet Beecher Stowe que galvanizó a los activistas contra la esclavitud.